# Tom Bean
Tom Bean é uma cidade localizada no estado norte-americano do Texas, no Condado de Grayson.

## Demografia
Segundo o censo norte-americano de 2000, a sua população era de 941 habitantes.
Em 2006, foi estimada uma população de 1015, um aumento de 74 (7.9%).

## Geografia
De acordo com o United States Census Bureau tem uma área de
3,7 km², dos quais 3,7 km² cobertos por terra e 0,0 km² cobertos por água.

## Localidades na vizinhança
O diagrama seguinte representa as localidades num raio de 16 km ao redor de Tom Bean.